# Úplaz (Malá Fatra, 1301 m)
Úplaz (1301 m n. m.) je hora v Malé Fatře na Slovensku. Nachází se v hlavním hřebeni lúčanské části pohoří. Na jihozápadě sousedí s bezejmennou kótou 1330 m, která je sedlem Okopy oddělena od vrcholu Minčol (1364 m). Na severu sousedí s vrcholem Rázsošná, za nímž hřbítek Šaračníky klesá do sedla Javorina (967 m). Z hory vybíhá východním směrem krátká klesající rozsocha Nad Kamennou. Západní svahy spadají do doliny Stráňavského potoka, severovýchodní do doliny Chrapového potoka a jihovýchodní do Kamenné doliny. Jedná se o první lučnatý vrchol Lúčanské Fatry od severu.

## Přístup
- po červené  značce ze sedla Javorina nebo ze sedla Okopy

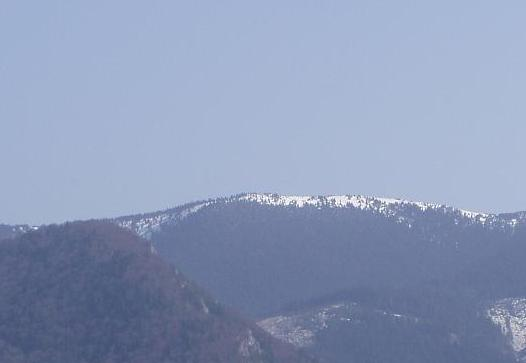
Úplaz